# Скьеллеруп (лунный кратер)
Кратер Скьеллеруп (лат. Schjellerup) — большой ударный кратер в северной приполярной области обратной стороны Луны. Название присвоено в честь датского астронома Ханса Карла Скьеллерупа (1827—1887) и утверждено Международным астрономическим союзом в 1970 г. Образование кратера относится к позднеимбрийскому периоду.

## Описание кратера
Ближайшими соседями кратера являются кратер Сирс на северо-западе; кратер Карпинский на северо-востоке; кратер Авогадро на юго-востоке и кратер Гамов на юго-западе.Селенографические координаты центра кратера 69°02′ с. ш. 158°14′ в. д. / 69,04° с. ш. 158,24° в. д., диаметр 62,8 км, глубина 4,3 км.
Кратер Скьеллеруп имеет полигональную форму и практически не разрушен. Вал с четко очерченной кромкой, внутренний склон вала ярко выраженной террасовидной структуры, в северной части отмечен маленьким кратером. Высота вала над окружающей местностью достигает 1220 м, объем кратера составляет приблизительно 3300 км³. Дно чаши кратера сравнительно ровное, вокруг центра чаши разбросано несколько одиночных холмов. Небольшой центральный пик состоит из анортозита (A) и габбро-норито-троктолитового анортозита с содержанием плагиоклаза 85-90 % (GNTA1),
несколько смещен к востоку от центра чаши.

## Сателлитные кратеры
| Скьеллеруп | Координаты                                              | Диаметр, км |
| ---------- | ------------------------------------------------------- | ----------- |
| H          | 67°58′ с. ш. 168°13′ в. д. / 67,96° с. ш. 168,22° в. д. | 22,7        |
| J          | 67°31′ с. ш. 163°11′ в. д. / 67,52° с. ш. 163,19° в. д. | 43,5        |
| N          | 66°08′ с. ш. 156°39′ в. д. / 66,14° с. ш. 156,65° в. д. | 31,1        |
| R          | 68°37′ с. ш. 151°30′ в. д. / 68,61° с. ш. 151,5° в. д.  | 49,8        |

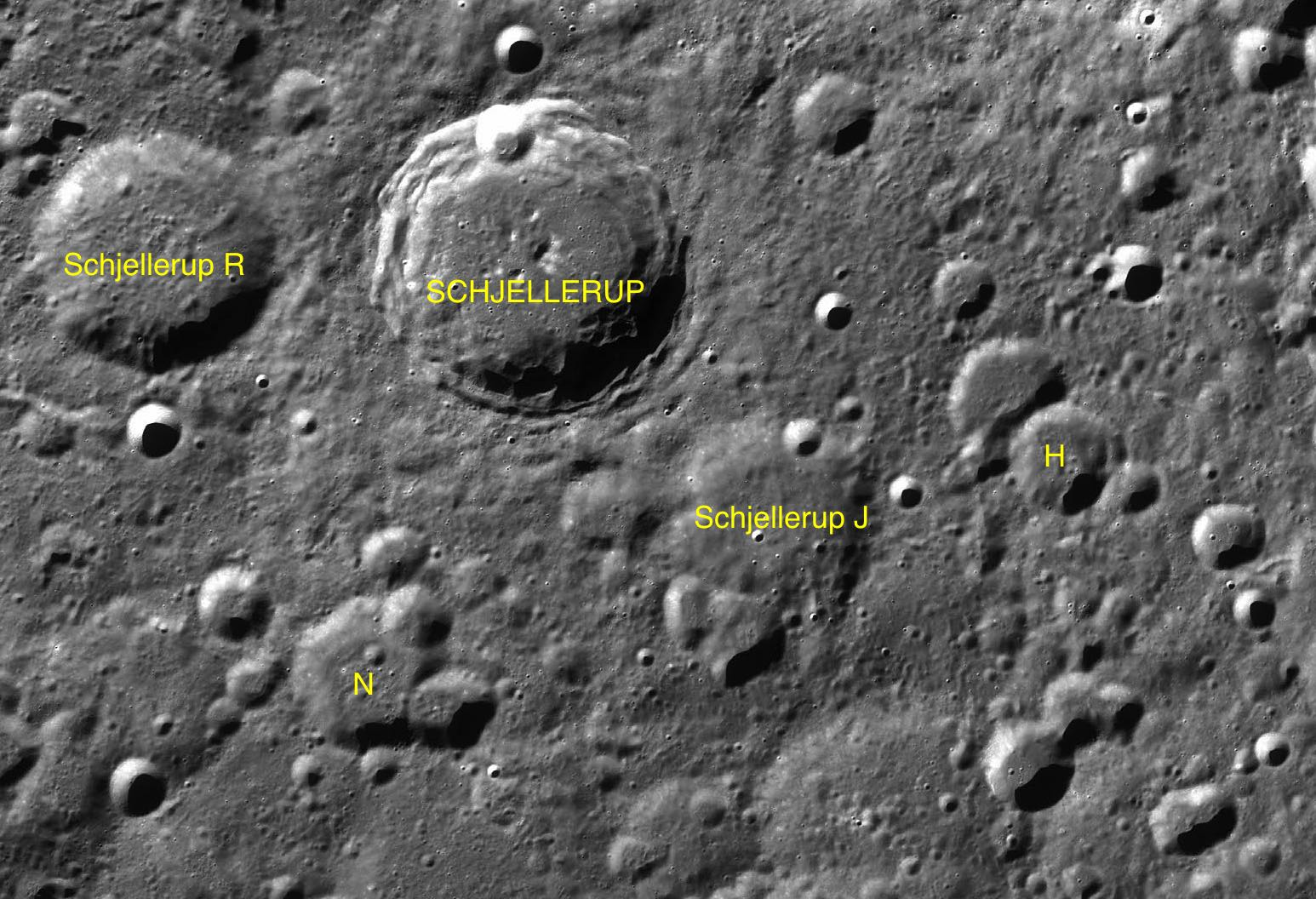
Фрагмент карты LAC-7.

- Образование сателлитного кратера Скьеллеруп R относится к нектарскому периоду[1].